# Barabanienie
Barabanienie – zwyczaj bębnienia na wielkim kotle praktykowany w nocy z Wielkiej Soboty na Wielką Niedzielę w Iłży.
Baraban to wielki bęben turecki używany przez pułki janczarskie i niektóre oddziały dawnych wojsk polskich.
Zwyczaj ten jest bardzo stary – na kotle, który jest przechowywany w kościele pod wezwaniem Najświętszej Marii Panny widnieje niewyraźna data: 1638 lub 1683; bardziej prawdopodobna wydaje się data druga, będąca datą bitwy pod Wiedniem, w której Polacy pokonali Turków i z której to przybyli do kraju akurat na Wielkanoc, przywożąc ze sobą liczne zdobycze. Tak m.in. tłumaczony jest zwyczaj wystawiania „Turka” przy grobie Pańskim.
Instrument jest wykonany z blachy miedzianej, ma ponad 1 metr średnicy. Kocioł jest niesiony przez kilkunastu mężczyzn, którzy obchodzą miasteczko zatrzymując się co jakiś czas – wówczas następuje kilkuminutowe bębnienie. Barabanienie zaczyna się o północy (z Wielkiej Soboty na Wielką Niedzielę) i trwa aż do godziny 6 rano w niedzielę, gdy zaczyna się rezurekcja.